# Sega Virtua Processor
 (février 2011).
Si vous disposez d'ouvrages ou d'articles de référence ou si vous connaissez des sites web de qualité traitant du thème abordé ici, merci de compléter l'article en donnant les références utiles à sa vérifiabilité et en les liant à la section « Notes et références ».
Le Sega Virtua Processor (SVP) est un DSP introduit par Sega en 1994 pour apporter à la Mega Drive des fonctionnalités 3D.
Il s'agit d'une puce supplémentaire spécialisée dans le calcul 3D, intégrée directement à la cartouche de jeu. Le seul titre à l'avoir utilisée est Virtua Racing, qui fut une véritable prouesse technique pour l'époque, marquant l'apogée technologique des consoles 16 bits.
Le SVP était la réponse de Sega au Super FX de Nintendo, lequel était utilisé dans certains de leurs jeux sur Super Nintendo.

## Technique
Le SVP est un DSP Samsung SSP1601 avec un marquage Sega. Cependant, pendant longtemps il fut supposé que le SVP était un Hitachi SH. Cette hypothèse était basée sur le fait que Sega utilisait des microprocesseurs SH-2 dans ses consoles 32X et Saturn.
Le seul jeu utilisant le SVP était Virtua Racing dans sa version Mega Drive. Sa fonction principale était de manipuler les modèles polygonaux du jeu.
Capacité en calculs de polygones : 300 à 500 polygones/image à 15 images par seconde (jusqu'à 6 500 polygones par seconde).

## Implémentation
À sa sortie, le SVP a considérablement augmenté le prix de la cartouche Virtua Racing, seul jeu à l'utiliser. Le prix frôlait les 700 Francs en 1994. Ceci a probablement poussé Sega à ne pas sortir d'autres jeux utilisant cette puce, malgré son énorme potentiel.
Techniquement, ce chip était quasi-autonome. La Megadrive ne faisait 'que' l'alimenter en courant, faisait le relais de sortie vidéo pour l'affichage et elle traitait le signal audio (le rendu audio avec ce chip était du fait supérieur car le processeur n'avait plus besoin du Z80, dont ce dernier pouvait être libéré pour largement pré-calculer les sorties mathématique à fournir au chip sonore YM2612 ).

## Émulation
Émuler correctement le SVP n'est pas facile en raison du manque de spécifications matérielles. De plus, connaître la manière dont le SVP est utilisé reste complexe puisque seul Virtua Racing est sorti (bien que possédant quelques variations de code selon les continents).
Depuis le début de l'année 2008, le SVP est enfin partiellement émulé grâce aux efforts conjoints de Tasco Deluxe et Notaz. Le premier émulateur capable de faire tourner correctement Virtua Racing est une version spéciale de Picodrive, développé par Notaz lui-même.